# Конц, Жужа
Жужа Конц (венг. Koncz Zsuzsa; род. 7 марта 1946, Пей, Венгрия) — венгерская поп-, рок- и бит-певица, актриса. 

## Карьера
В 1962 году в возрасте 16 лет Жужа вместе со своей одноклассницей Аги решили принять участие в первом сезоне венгерского телевизионного шоу талантов «Ki mit tud?» (с венг. — «Кто что умеет?»). Песенный дуэт Жужанна Конц — Агнеш Гергей по итогам конкурса занял второе место.
С детских лет Жужа хотела стать адвокатом и даже поступила на юридический факультет университета. Однако ей пришлось бросить учёбу в связи с частыми гастролями с молодыми бит-группами «Omega», «Illés» и «Metro».
В начале 70-х годов Жужа Конц уже доминировала в венгерских хит-парадах, соперничая с такими певицами как Шаролта Залатнаи и Кати Ковач. В 1970 году сразу пять её композиций вошли по итогам года в TOP20 Slágerlistá'70: "Miért hagytuk, hogy így legyen?" была №1, "Amikor" - №5, "Valaki kell, hogy szeressen" - №9, "André Je’taime" - №15, "Barbara" - №19, а альбом "Szerelem" занял 4-ю строчку в годовом TOP10 Slágerlistá'70 Альбомов. В следующем году она повторила успех: "Kis herceg" была №1 в TOP20 Slágerlistá'71, "Valahol egy lány" - №5, "Micimackó" - №10, "Kis virág" - №16 и "Csillag Hajnalka" - №20, а очередной альбом "Kis virág" был №5 в TOP10 Slágerlistá'71 Альбомов. В 1972 году композиция Жужи "Elmúlt egy év" была №6, а альбом "Élünk és meghalunk" - №5 в годовых Slágerlistá'72. В 1973 году песня "Ha én rózsa volnék" заняла 4-ю строчку национального хит-парада, равно как и альбом "Jelbeszéd" ("Подгузники"). Также в 1973 году Жужа заняла 1-е место на музыкальном радио-конкурсе "Tessék választani!".
В 1973 году группа «Illés», с которой Жужа выступала на концертах, распалась, и её новым оркестром сопровождения до 1976 года стала группа "Koral". В 1974 году очередной альбом Жужи "Gyerekjátékok" был №6 в годовом TOP10 Slágerlistá'74 Альбомов, в 1975 году композиция "Az egyes emberek dala együtt" была №3 в итоговом хит-параде, равно как и альбом "Kertész leszek". На следующий год девятый альбом певицы "Elmondom hát mindenkinek" был №10 в TOP10 Slágerlistá'76 Альбомов, а её десятый альбом "Koncz Zsuzsa X" был №6 в TOP10 Slágerlistá'77. В том же 1977 году главное венгерское музыкальное обозрение Pop-Meccs назвало Жужу Конц Лучшей Певицей 1977 года.
В конце 70-х годов Жужу Конц потеснили новые поп и диско-звёзды, в том числе Юдит Сюч и Клари Катона, однако она продолжала оставаться значительной фигурой на венгерском музыкальном Олимпе. В 1978 году хит Жужи "Mama kérlek" был №8 в годовом TOP20 Slágerlistá'78, а в 1979 году новый альбом "Valahol" был №9. Альбом "Menetrend" (1981) был №5, альбом "Újhold" (1985) был №6. Также музыкальное обозрение Pop-Meccs ещё трижды называло её Лучшей Певицей года в 1981, 1984 и 1985 годах, также в 1979 году она заняла 2-е, а в 1980 году - 3-е место.